# ناحية الخيرات (كربلاء)
ناحية الخيرات هي ناحية في قضاء الهندية في محافظة كربلاء في العراق، مساحتها 118.34 كيلومتراً مربعاً، عدد سكانها 53200 ساكن في سنة 2015، مجتمعها ريفي عشائري، كانت ناحية الخيرات وحدة إدارية مستقلة سنة 1977 حتى سنة 1987 حين دُمجت في مركز قضاء الهندية ثم في سنة 1997 صارت ناحية مستقلة مرة أخرى، وتعد الزراعة العماد الاقتصادي للناحية وتشتهر بأراضيها الزراعية الواسعة التي تمتد من شمال الناحية إلى جنوبها.